# Mošnje
Mošnje so vas južno od Radovljice, in sicer na nadmorski višini med 478 in 482 metri. Razprostira se na levi strani glavne ceste Ljubljana - Jesenice. Vas se je oblikovala ob robu terase, v smeri potoka, ki teče skozi Graben. Potok se imenuje Dobruša. Zanj je značilno, da se so ob njem nekdaj  nahajali mlini in žage. Še si je mogoče ogledati eno izmed delujočih žag, imenovano Venecianka.
Znamenitost vasi je grad Podvin, kateremu so domačini nadeli ime Podvinska graščina. Danes je graščina preoblikovana v gostinsko-turistični objekt. Naslednja znamenitost je cerkev sv. Andreja, le-ta najbrž tam stoji že od 10. stoletja. V njej so freske iz 15. stoletja ter baročni oltarji. K župniji Mošnje je do 21. stoletja spadalo romarsko središče Brezje. Vas ima Krajevni muzej, v katerem je leta 2004 nastala manjša muzejska zbirka. Leta 2007 so muzej dopolnili in preoblikovali. Razdeljen je na dva dela: na zbirko orodij in strojev iz domačih logov ter na zbirko, ki zajema dejavnosti v kraju, ki so zaznamovale razvoj vasi. Posebnost vasi je aktivnosti poln Krajevni dom.

## Zgodovina
Oglejski patriarhi so bili deželni knezi in cerkveni knezi na Kranjskem od leta 1077 do leta 1335. V zameno za vezalni odnos so podeljevali svoja veleposestva plemstvu in cerkvenim dostojanstvenikom. Tako so dali 1. aprila leta 1154 treviškemu škofu Ulriku mošenjsko cerkev svetega Andreja (prva omemba imena Mošnje in cerkve v pisnih virih). Župnija je bila ustanovljena leta 1156. Po Ulrikovi smrti so dobili goriško-tirolske fevde, kamor so spadale tudi Mošnje (Ortenburžani). Po razdelitvi grofije na dva dela, to je bilo 25. aprila 1262, je ortenburški grof Friderik I. v Radovljici zgradil upravno središče, duhovnega pa ni mogel, saj tamkajšnja cerkev ni spadala pod Ortenburžane. Leta 1418, ko je umrl zadnji ortenburški grof Friderik III., so ga na podlagi dedne pogodbe nasledili Celjski grofje, ki so s tem dobili tudi patronat na župnijsko cerkvijo v Mošnjah. Leta 1456 so Celjski grofje izumrli, po dedni pogodbi pa je njihova mogočna kneževina pripadla rodbini Habsburžanov. V vasi je bilo tudi več dvorcev, najbolj znan je bil vsaj od 14. stoletja v lasti rodbine Podvinskih.
V kasnejših letih so bile Mošnje občina. Velikost se je nenehno spreminjala (menjave oblasti, različne naloge oziroma potrebe, ...), največja pa je bila v času Dravske banovine, ko je Občina Mošnje imela 2151 prebivalcev. Po drugi svetovni vojni se je sedež prenesel na Črnivec, po desetih letih pa v Občino Radovljico, kjer je tudi sedaj. Leta 1943 se je v Mošnje v župnišče naselil nemški kmet iz Celovec Hans Warmuth z družino, in sicer z namenom, da bi nadzoroval nič hudega sluteče Mošnjane, kako so le-ti predani nemškemu rajhu. Kasneje se je v vasi tako udomačil, da se je štel že za sovaščana. Marca leta 1944 so partizani na župnijskem dvorišču ubili njegovega 15-letnega sina. Kot kazen za ta uboj so Nemci izselili štiri družine, ki so imele sinove že pri partizanih. Štirinajst dni kasneje pa sta se dva mlada partizana Dane in Brane vtihotapila v župnišče, da bi Hansa razorožila in ga posvarila naj spremeni odnose do sovaščanov. Hans je eno roko dvignil, z drugo pa ustrelil Daneta v nogo. To dejanje je bilo za Hansa usodno. Takoj zatem so Nemci začeli z iskanjem »banditov«, a ju niso našli. Za kazen so ponoči vse vaščane odvedli na zbirno mesto v šolo. Nato so vaščane izselili v taborišče Burghansen oziroma Badltez na Bavarskem, izropali hiše ter jih požgali. Vaščani so se domov vrnili 8. maja leta 1945.